# Søren Sørensen (organist)
Søren Ole Sørensen, född 29 september 1920 i Köpenhamn, död 20 november 2001 i Århus, var en dansk cembalist, organist, musikhistoriker och professor.
Sørensen var som barn sångare i Københavns Drengekor. Han studerade för organisten Finn Viderø och tog organistexamen 1943 och en mag.art. 1945  i musikvetenskap.
Han var en av grundarna av kammarorkestern Collegium Musicum där han också var cembalist. Han blev 1947 organist i Holmens Kirke, där han efterträdde Knud Jeppesen. År 1958 blev han professor i musikvetenskap vid Århus universitet och hans disputerade på avhandlingen "Diderik Buxtehudes vokale kirkemusik". Han var Århus universitets rektor 1967–1971 och styrelseordförande i Statens Humanistiske Forskningsråd och i Dansk Organist- og Kantorsamfund. Sørensen blev rikskänd på 1960-talet, då han medverkade i panelen i Spørg Århus (Fråga Århus), som sändes i dansk tv.